# И бегемоты сварились в своих бассейнах
«И бегемоты сварились в своих бассейнах» (англ. And the Hippos Were Boiled in Their Tanks) — роман американских писателей Джека Керуака и Уильяма С. Берроуза. Книга была написана в 1945 году, на целое десятилетие раньше, чем эти два автора стали ключевыми фигурами Бит-поколения, и оставалась неопубликованной много лет.

## История создания
Написанная в форме детективного романа, книга состоит из чередующихся глав каждого из авторов, пишущих от лица двух разных персонажей. Берроуз (как Уильям Ли, псевдоним, который он позже использует для своей первой книги, Junkie) пишет от лица «Уилла Деннисона», в то время как Керуак (как «Джон Керуак»), берёт персонажа «Майка Рико».
Согласно книге «The Beat Generation in New York» Билла Моргана, роман был основан на убийстве Дэвида Каммерера, который был одержим Люсьеном Карром. Карр зарезал Каммерера в пьяной драке, в целях самообороны, а затем сбросил тело Каммерера в реку Гудзон. Позже Карр признался в преступлении, сначала Берроузу, затем Керуаку, ни один из которых не сообщил об этом инциденте полиции. Когда Карр в конце концов сдался, Берроуз и Керуак были арестованы как пособники. Керуак даже отбыл срок, потому что его отец отказался выручать его, а Берроуз был выручен его семьёй. (Керуак женился на Эди Паркер, пока был в тюрьме, и тогда она внесла за него залог.)